# Laura Doria
Pour les articles homonymes, voir Doria.
Laura Doria, née le 5 juillet 1988 à Mirano en Vénétie, est une coureuse cycliste italienne.

## Palmarès sur route
- 2005
  - 9e du championnat d'Europe du contre-la-montre juniors
- 2008
  - Bracelet Or (contre-la-montre)
  - 2e du GP de la Commune de Vérone (contre-la-montre)

## Palmarès sur piste

### Championnats d'Italie
- 2007
  - 2e de la vitesse par équipes
  - 3e du 500 mètres
  - 3e du keirin
- 2008
  -  Championne de la vitesse par équipes
  - 2e de la vitesse par équipes
  - 3e du 500 mètres
  - 3e de la poursuite
- 2009
  - 2e de la vitesse par équipes
  - 3e du 500 mètres
  - 3e de la poursuite
  - 3e de la poursuite par équipes
- 2010
  - 3e du keirin
  - 3e de la poursuite par équipes